# Jean-Michel Mipoka
Jean-Michel Mipoka, né le 28 septembre 1985 à Toulouse, dans la Haute-Garonne, est un joueur français de basket-ball. Il évolue au poste d'ailier.

## Biographie
Le 12 août 2022, il s'engage pour une saison avec le club d'Orléans Loiret Basket, en Pro B.
Le 6 juillet 2023, il s'engage avec Les Sables Vendée Basket en National 1.

## Palmarès
- 2011-2012 : Finaliste de la Coupe de France avec le Limoges CSP
- 2011-2012 : Champion de France Pro B avec le Limoges CSP
- 2012 : Vainqueur du Match des Champions avec le Limoges CSP et est nommé MVP du match[2]